# مانع (مجموعه تلویزیونی)
مانع (اسپانیایی: La valla‎) یک مجموعه تلویزیونی اسپانیای درام پادآرمان‌شهر به کارگردانی دانیل اسیخا است. از بازیگران آن می‌توان به اوناش اوگالده، دانیل ایبانیس، الئونورا وکسلر و اولیویا مولینا اشاره کرد. این مجموعه تلویزیونی در سپتامبر ۲۰۲۰ به‌صورت بین‌المللی توسط نتفلیکس منتشر شد.